# Wolfgang Bachmann (Journalist)
Wolfgang Bachmann (* 1951 in Ludwigshafen am Rhein) ist ein deutscher Architekt, Journalist und Architekturkritiker.

## Werdegang
Bachmann studierte Agrarwissenschaften sowie Architektur.  Er promovierte 1981 über die Die Architekturvorstellungen der Anthroposophen.
Neben seiner Berufspraxis in verschiedenen Architekturbüros war er Journalist bei der Architekturzeitschrift Bauwelt. Von 1991 bis 2011 war er Chefredakteur bei der Fachzeitschrift Baumeister, von 2011 bis 2013 war er Herausgeber. Er hält Vorträge und schreibt Kritiken, Glossen und Kurzgeschichten für Zeitungen und Magazine sowie Krimis.
Seit 2015 lebt er in Deidesheim.

## Publikationen (Auswahl)
- Mit Ernst Hürlimann: Architektur. Tomus – Die fröhlichen Wörterbücher, 1990. ISBN 3-8231-0176-5. (spätere Auflagen mit Erik Liebermann)
- Mit Christiane Tramitz: Architektur ist nämlich ganz einfach: 33 Architekten im Gespräch. Callwey, 2011, ISBN 978-3766719164.
- Mit Wolfgang Pehnt: Häuser des Jahres: Die besten Einfamilienhäuser 2012. Callwey, 2012. ISBN 978-3-7667-1973-7.
- Mit Gerhard Matzig: Häuser des Jahres: Die besten Einfamilienhäuser. Callwey, 2012. ISBN 978-3-7667-1901-0.
- Mit Arno Lederer: Einfamilienhäuser – Das ultimative Planungsbuch: Grundrisse, Materialien, Details. Callwey, 2012. ISBN 978-3-7667-1960-7.
- Mit Hubertus Adam: Häuser des Jahres: Die besten Einfamilienhäuser 2013, Callwey, 2013. ISBN 978-3-7667-2037-5.
- Mit Martin Mosebach: Petra und Paul Kahlfeldt Wohnbauten. Callwey, 2013. ISBN 978-3-7667-2027-6.
- Mit Ludger Dederich: Die besten Einfamilienhäuser aus Holz. Callwey, 2013. ISBN 978-3-7667-1995-9.
- Drinnen. 77 Beobachtungen zwischen Tür und Angel. Mit einem Vorwort von Harald Martenstein, Eisenhut Verlag, 2014, ISBN 978-3942090292.
- Mit Ulf Poschardt: Häuser des Jahres: Die besten Einfamilienhäuser 2014. Callwey, 2014. ISBN 978-3-7667-2097-9.
- Die besten Einfamilienhäuser bis 150m². Callwey, 2015. ISBN 978-3-7667-2136-5.
- Mit Wladimir Kaminer: Häuser des Jahres: Die 50 besten Einfamilienhäuser. Callwey, 2015. ISBN 978-3-7667-2166-2.
- Fremde Zimmer – 50 Blicke auf die schönste Zeit im Jahr. Edition Urlaubsarchitektur, 2015. ISBN 978-3-00-047771-3.
- Mit Nils Holger Moormann: Häuser des Jahres: Die 50 besten Einfamilienhäuser 2016. Callwey, 2016. ISBN 978-3-7667-2249-2.
- Mit Katharina Matzig: GrundrissAtlas Einfamilienhaus. Callwey, 2016. ISBN 978-3-7667-2215-7.
- Alles Geier! Eine Farce über Architektur, eine Zeitschrift und einen Verlag. avedition, 2019. ISBN 978-3-89986-300-0.
- Berührungspunkte. Brot & Kunst Verlag, 2020.
- Schroeder schreibt. Skript-Verlag, 2020, ISBN 978-3-928249-87-4.
- Draußen. Ille & Riemer, 2021, ISBN 978-3954200436.[6]
- Drinnen. Ille & Riemer, 2021, ISBN 978-3-95420-043-6.
- Mit Katharina Matzig: 100 Traumhäuser. Callwey, 2021, ISBN 978-3-7667-2494-6.
- Wenn Männer zu sehr kochen. Berichte aus dem Diesseits. Ille & Riemer, 2022. ISBN 978-3-95420-049-8.
- Weiterbauen in der Pfalz. Edition DETAIL, 2022. ISBN 978-3-95553-577-3.
- Mit Ursula Baus: Glossar. Eine Lesehilfe zur IBA Heidelberg. Hrsg. von der IBA Heidelberg, 2022, ISBN 978-3-00-072125-0.
- (Mit) Gerhard Dürr: Kurfürst-Ruprecht-Gymnasium. Ein Denkmal der Moderne. Neustadt/W., 2022
- Problemzonen. Brot & Kunst Verlag, 2022, ISBN 978-3949933011.
- Mit Katharina Matzig: Kleine Häuser von 34-150m². Callwey, 2023, ISBN 978-3-7667-2668-1.
- Mit Katharina Matzig: Häuser in den Bergen. 50 Sehnsuchtsorte in den Alpen. Callwey, 2023, ISBN 978-3-7667-2667-4.
- Die Villa. Ille & Riemer, 2023, ISBN 978-3-95420-061-0.

## Ehrungen
- 2008: 2. Platz Karl Theodor Vogel Preis